# Martha McSally
Martha Elizabeth McSally (Providence, 22 maart 1966) is een Amerikaans politica. Namens de Republikeinse Partij was zij sinds 3 januari 2019 Senator voor Arizona. Ze werd door de gouverneur van Arizona Doug Ducey aangewezen om de termijn van Jon Kyl, die op 31 december 2018 ontslag had genomen, te voltooien. Kyl was op zijn beurt aangewezen om de termijn van de overleden John McCain te voltooien. Haar termijn liep tot 2 december 2020. Voor haar aantreden als senator voor Arizona, was ze lid van het Huis van Afgevaardigden voor het 2e congresdistrict van Arizona tussen 3 januari 2015 en 3 januari 2019. 
McSally diende tussen 1988 en 2010 in de Amerikaanse luchtmacht. McSally was de eerste Amerikaanse vrouw die in een gevechtssituatie vloog, nadat in 1991 het verbod hierop was opgeheven. Ze was tijdens Operatie Southern Watch gestationeerd in Irak en Koeweit.

## Politieke carrière
Op 9 februari 2012 maakte McSally bekend zich kandidaat te stellen voor de zetel die vrij was gekomen nadat Gabrielle Giffords ontslag had genomen. Bij deze verkiezing, in het 8e congresdistrict van Arizona, kwam ze niet door de Republikeinse voorverkiezing. Hierna probeerde McSally het in het 2e congresdistrict. Bij deze verkiezingen moest ze het opnemen tegen de Democraat Ron Barber. De verkiezing bleef lang te spannend om een winnaar uit te roepen. Op de verkiezingsdag zelf leidde McSally met een paar honderd stemmen tegenover Barber, maar deze haalde haar uiteindelijk weer terug in. Op 17 november was zijn voorsprong tot 1.400 stemmen gegroeid, waarna het persbureau AP concludeerde dat er niet meer genoeg stemmen geteld moesten worden, om McSally te kunnen laten winnen.
In 2014 maakte ze bekend opnieuw voor de zetel van het 2e congresdistrict te willen gaan. Op 3 juni won ze de Republikeinse voorverkiezing met bijna 70%. Op de verkiezingsdag kon opnieuw geen uitsluitsel gegeven worden, en dit keer moest tot 12 november worden gewacht, en 100% van de stemmen worden geteld, om McSally als winnaar uit te kunnen roepen. Ze bleek uiteindelijk met 161 stemmen verschil de verkiezingen te hebben gewonnen. Omdat het verschil minder dan 1% was, werd automatisch besloten een hertelling te houden. Op 17 december kwam de officiële uitslag en bleek dat ze de verkiezing met 167 stemmen had gewonnen.
In 2016 stelde ze zich opnieuw herkiesbaar en ondervond geen tegenstand in de Republikeinse voorverkiezing. Op de verkiezingsdag versloeg ze de Democratische kandidaat Matt Heinz met 57% tegenover 43%.
Op 12 januari 2018 stelde McSally zich verkiesbaar voor de senaatszetel van Jeff Flake, die bekend had gemaakt na deze termijn met pensioen te gaan. De voorverkiezing won ze met 53% van de stemmen. Op de verkiezingsdag, 6 november, moest ze het opnemen tegen de Democratische kandidaat Kyrsten Sinema. Ook deze verkiezing bleef opnieuw dagen onbeslist. Op 12 december werd Sinema uitgeroepen als winnaar van de verkiezing.
Arizona-senator Jon Kyl nam in december 2018 ontslag waardoor zijn zetel vacant kwam. Op 18 december meldde de gouverneur van Arizona Doug Ducey dat hij McSally aan zou wijzen om de termijn van de vrijgekomen zetel voort te zetten. McSally werd hiermee de tweede vrouw die Arizona vertegenwoordigde in de Senaat. Kyrsten Sinema, die de verkiezing had gewonnen, werd op dezelfde dag beëdigd als McSally, maar omdat zij eerder werd beëdigd, werd zij senior Senator en McSally junior Senator.
In de senaatsverkiezingen van 2020 verloor McSally van de Democratische ex-ruimtevaarder Mark Kelly.
- Gemeinsame Normdatei: 1190390892
- International Standard Name Identifier: 0000 0004 2337 7708
- Library of Congress Control Number: no2013126436
- SNAC: w6gk08bt
- Biographical Directory of the United States Congress: M001197
- Virtual International Authority File: 305857084
- WorldCat: E39PBJcrcQGKGgyHDdjGJxg9Xd